# Harold Burrough
Pour les articles homonymes, voir Burrough.
Harold Martin Burrough (4 juillet 1889 – 22 octobre 1977) est un officier supérieur de la Royal Navy et adjoint du chef d'État-Major de la marine pendant la Seconde Guerre mondiale.

## Début de carrière
Dixième fils du révérend Charles Burrough et de son épouse Georgina Long, Burrough commence sa carrière comme cadet de la marine en 1903 après ses études à la St Edward's School d'Oxford. Il sert durant la Première Guerre mondiale en tant qu'officier d'artillerie à bord du HMS Southampton (en), participant également à la bataille du Jutland en 1916. En 1930, il reçoit le commandement du HMS London. Il fut nommé commandant de la 5e flottille de destroyers en 1935 et de la base opérationnelle HMS Excellent de Whale Island en 1937. Il fut nommé chef adjoint d'État-Major de la marine en 1939.

## Seconde Guerre mondiale
En septembre 1940, il est nommé commandant du 10e escadron de croiseurs (en). Pendant la Seconde Guerre mondiale, il reçoit le DSO après un raid victorieux sur les îles norvégiennes de Vågsøy et Måløy le 27 décembre 1941. Burrough sert dans l'État-Major de la marine pendant jusqu'en 1942. En juillet de la même année, il reçoit le commandement de la force d'escorte de l'opération Pedestal, puis commande les forces navales alliées lors de l'assaut d'Alger pendant l'opération Torch, dirigeant également les débarquements en Afrique du Nord-Ouest.
En septembre 1943, après avoir été commandant en chef de la flotte North Atlantic, Burrough succède à l'amiral Sir Bertram Ramsay en tant que commandant en chef des forces expéditionnaires (ANXF), après la mort de Ramsay dans un accident d'avion en janvier 1945. Il planifie la stratégie navale alliée et les opérations en travaillant en étroite collaboration avec le général américain Dwight D. Eisenhower pendant la dernière année de la guerre, Burrough étant l'un des signataires des documents de la reddition allemande le 7 mai 1945 à Reims, en France.

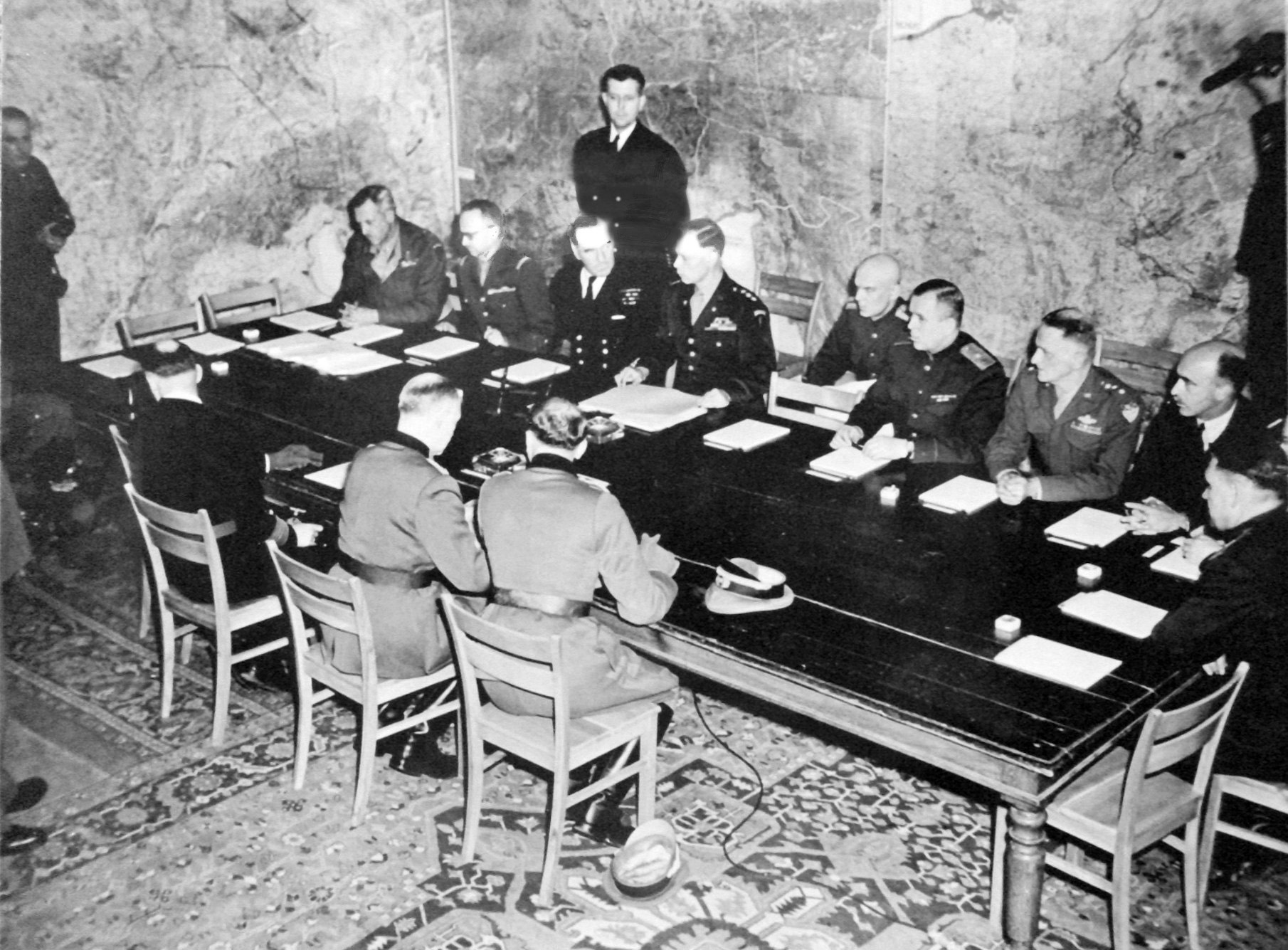
Signature de la reddition de l'armée allemande à Reims le 7 mai 1945. Burrough est le troisième de la rangée du fond en partant de la gauche. (Assis devant Harry C. Butcher.)

Il resta commandant naval dans l'Allemagne occupé d'après-guerre, où il autorisa, entre autres, la création de l'administration allemande du dragage des mines (Deutscher Minenräumdienst (en)). Il devient ensuite commandant en chef de la flotte The Nore en 1946.
Burrough prend sa retraite en 1949, étant décoré de l'ordre du Bain (Chevalier, Grand-Croix) la même année. Il mourut le 22 octobre 1977 d'une pneumonie au Moorhouse Nursing Home, à Hindhead (Surrey).

## Famille
Burrough s'est mariée en 1914 avec Nellie Wills, fille de C. W. Outhit, à Halifax, en Nouvelle-Écosse. Ils eurent deux fils et trois filles. Sa femme est décédée en 1972.